# Фрационе Кјампано-Лоза (Торино)
Фрационе Кјампано-Лоза је насеље у Италији у округу Торино, региону Пијемонт.
Према процени из 2011. у насељу је живело 12 становника. Насеље се налази на надморској висини од 546 м.